# Antonio La Forgia
Antonio La Forgia (ur. 24 grudnia 1944 w Forlì, zm. 10 czerwca 2022 w Bolonii) – włoski polityk i samorządowiec, w latach 1996–1999 prezydent Emilii-Romanii, parlamentarzysta.

## Życiorys
Z wykształcenia fizyk. Na początku lat 60. wstąpił do Włoskiej Partii Komunistycznej, w 1968 był uczestnikiem protestów studenckich na Uniwersytecie Bolońskim. Od 1977 do 1990 był radnym Bolonii i członkiem miejskich władz wykonawczych (asesorem). Po rozwiązaniu PCI działał w Demokratycznej Partii Lewicy, pełniąc w latach 1991–1996 przewodniczącego struktur na poziomie prowincji i regionu.
W 1996 zastąpił Piera Luigiego Bersaniego na stanowisku prezydenta regionu Emilia-Romania. Zrezygnował w 1999, kiedy to opuścił współtworzone przez PDS ugrupowanie Demokratów Lewicy i przystąpił do Demokratów. Następnie działał w partii Margherita, z którą w przyłączył się do nowo powołanej Partii Demokratycznej. Pozostawał radnym regionu, w latach 2002–2005 pełnił funkcję przewodniczącego rady regionalnej.
W 2006 i w 2008 uzyskiwał mandat posła do Izby Deputowanych XV i XVI kadencji. W niższej izbie włoskiego parlamentu zasiadał do 2013.